# Теорема Перрона — Фробеніуса
Теорема Перрона — Фробеніуса — теорема, що описує деякі властивості спектру додатних та невід'ємних квадратних матриць. Названа на честь німецьких математиків Оскара Перрона (який довів її для додатних матриць) і Георга Фробеніуса. Результати теореми використовуються у теорії ймовірностей (при дослідженні властивостей ланцюгів Маркова зі скінченною кількістю станів), математичній економіці (зокрема при дослідженні моделі Леонтьєва) та ін.

## Твердження для додатних матриць
Нехай A — деяка додатна квадратна матриця, тобто {\displaystyle a_{ij}>0,\quad \forall i,j.}
Тоді виконуються такі твердження:
- Матриця A має деяке дійсне додатне власне число r.
- Всі інші власні числа матриці A (дійсні чи комплексні) за модулем менші від r.
- Дане власне значення є простим коренем характеристичного рівняння.
- Існує власний вектор, що відповідає r і має строго додатні координати
- Серед власних векторів, що відповідають іншим власним значенням немає жодного зі строго додатними координатами.
- Виконуються нерівності:

{\displaystyle \min _{i}\sum _{j}a_{ij}\leq r\leq \max _{i}\sum _{j}a_{ij}.}
Результати цього твердження залишаються в силі, якщо замість додатних матриць розглядати примітивні матриці, тобто такі деяка степінь яких є додатною матрицею.

## Невід'ємні нерозкладні матриці
Матриця A розмірності n з невід'ємними елементами називається розкладною якщо вона задовольняє такі еквівалентні умови:
- Існує така підмножина {\displaystyle S\subset \{1,2,\ldots ,n\},} що виконуються рівності: {\displaystyle a_{ij}=0\quad \forall i\in S,j\notin S}
- Деякою перестановкою рядків і стовпців матрицю можна привести до вигляду:

{\displaystyle {\begin{bmatrix}B&0\\C&D\end{bmatrix}}}
де B і D — деякі квадратні матриці, 0 — нуль-матриця.
Якщо такої множини індексів S не існує (і матрицю не можна привести до вказаного виду), то матриця називається нерозкладною.
Іншими еквівалентними означеннями нерозкладних матриць є:
- {\displaystyle (I+A)^{n-1}>0}

де I — одинична матриця.
- Для будь-яких цілих чисел (i, j) таких що {\displaystyle 1\leqslant i,j\leqslant n} існує число {\displaystyle 1\leqslant k\leqslant n,} що виконується: {\displaystyle (A^{k})_{ij}>0}
- Нехай введено орієнтований граф вершини якого відповідають рядкам і стовпцям матриці і від вершини i до вершини j дуга йде тоді і тільки тоді, коли {\displaystyle a_{ij}>0.} Тоді матриця A є нерозкладною тоді і тільки тоді, коли відповідний граф є сильно зв'язаним.

## Твердження для невід'ємних нерозкладних матриць
Нехай A — деяка невід'ємна нерозкладна матриця.
Тоді виконуються такі твердження:
- Матриця A має деяке дійсне додатне власне число r.
- Всі інші власні числа матриці A (дійсні чи комплексні) за модулем не більші від цього числа r.
- Дане власне значення є простим коренем характеристичного рівняння.
- Існує власний вектор, що відповідає r і має строго додатні координати
- Серед власних векторів, що відповідають іншим власним значенням немає жодного із невід'ємними координатами.
- Якщо r є одним із h власних значень рівних за модулем r то ці власні значення рівні усім кореням рівняння {\displaystyle \lambda ^{h}-r^{h}=0} і відповідно кожне є простим коренем характеристичного рівняння.
- Виконуються нерівності:

{\displaystyle \min _{i}\sum _{j}a_{ij}\leq r\leq \max _{i}\sum _{j}a_{ij}.}

### Невід'ємні розкладні матриці
У випадку розкладних матриць згадане в теоремі власне число теж існує, проте воно не обов'язково має бути алгебраїчно простим, а відповідний вектор(вектори) можуть не бути додатними але є невід'ємними.